# Frank Green
Franklin Crawford "Frank" Green, född 5 maj 1933 i Chicago, död 24 augusti 2003  i Grand Junction, var en amerikansk före detta sportskytt.
Green blev olympisk silvermedaljör i fripistol vid sommarspelen 1964 i Tokyo.